# Petar Tekelija
Petar Popovich Tekelija (en serbio: Петар Поповић Текелија, Arad, Frontera Militar del Bánato, 1720-Novomýrhorod, Imperio ruso, 1792) o Piotr Abrámovich Tekeli (del ruso: Пётр Абрамович Текели) o Péter Popovics Tököly (en húngaro) fue un general en jefe ruso de origen serbio. Fue el serbio que obtuvo un rango más alto al servicio del Imperio ruso. 
Descendiente de una familia noble de oficiales de la Frontera Militar del Bánato del Imperio Habsburgo. Antes de emigrar a Rusia en 1748 luchó como un joven oficial en la Guerra de Sucesión Austriaca. Participó en la guerra de los Siete Años, la primera Guerra ruso turca de 1768-1774, y la segunda Guerra ruso-turca de 1787-1792. 
Consiguió vencer y subyugar a los cosacos zaporogos en 1775 sin derramar una gota de sangre, por lo que fue nombrado caballero de la Orden de San Alejandro Nevski por Catalina la Grande. Se retiró en 1790, muriendo dos años más tarde en su casa de Novomýhorod, en la actual Ucrania.

## Antecedentes familiares y carrera temprana
La familia Tekeli emigró al Reino de Hungría desde el pueblo de Tekija en Serbia oriental (entonces Imperio otomano, antes de las grandes migraciones serbias. Petar Tekelija era hijo de Ranko Tekelija y nieto de Jovan Tekelija. El coronel Jovan Tekelija de Arad fue a principios del siglo XVIII el comandante en jefe de la sección de la milicia de Pomorišje de la Frontera Militar del Bánato. Se distinguió en la batalla de Zenta en 1697, contribuyendo significativamente a la victoria de los austriacos. Tras sus éxitos militares en la supresión del alzamiento de Rákóczi le fue concedido un título nobiliario por el emperador José I. Tuvo un papel prominente en la conquista de Timişoara en 1716. Sus buenas relaciones con los Habsburgo se deteriorarían más tarde, por lo que incluso visitó a Rákóczi en su exilio en Rodosto. La familia Tekelija desde entonces perdió la confianza de los austríacos, de modo que su hijo Ranko no pasó nunca del rango de capitán. Ranko se casó con Alka, hija de Mojsej Rašković, comandante en jefe de la Frontera Militar del Danubio. Tuvieron cuatro hijos, el tercero de los cuales fue Petar.
Petar Tekelija nació en Arad en 1720. A los 21 años, con el rango de lugarteniente, participó en la Guerra de Sucesión Austriaca. Su padre en ese momento era comandante de la compañía de Arad de la milicia de la Frontera Militar. Al inicio de la guerra, Ranko enfermó y dispuso que su hijo lo sustituyera. La guerra acabó en 1748 y Petar, siete años después regresó a su ciudad natal como un honorable soldado. Quiso permanecer al mando de la compañía de Arad, pero su padre se opuso. El ambicioso Petar decidió emigrar al Imperio ruso. Desde la época de Pedro el Grande, serbios de la Frontera Militar emigraban a Rusia, que los acogía gustosa. El número de inmigrantes serbios en Rusia permitió a su mando militar formar el Regimiento de Húsares Serbios en 1727. Fue acantonado en la región de la fortaleza de Tor. Petar pidió ser liberado del servicio en el ejército austriaco, lo que le fue concedido y emigró a Rusia. Fue admitido en el Ejército Imperial ruso y enviado al regimiento húsar serbio con el rango de porúchik. Se le asignó la tarea de popularizar la emigración a Rusia entre los serbios de Pomorišje. Su presencia y actividades en esta región, sin embargo, no fue bienvenida por los austriacos, que finalmente le expulsaron. En 1751 fue ascendido al rango de capitán.

## Guerra de los Siete Años
Tekelija progresó en su carrera militar en Rusia durante la Guerra de los Siete Años, al inicio de la cual tenía el rango de segundo mayor. El 30 de agosto de 1757 fue herido durante la batalla de Gross-Jägersdorf. Tras su participación en el asalto de la fortaleza de Küstrin, fue elevado al rango de teniente coronel en 1758. Tekeli participó en la batalla de Zorndorf, la batalla de Kay y la decisiva batalla de Kunesdorf en 1759, que marcó la derrota de Prusia en la guerra.
Contribuyó a la captura rusa de Berlín en 1760, donde destruyó la retaguardia del general prusiano Hülsen en Spandau. Durante la guerra, Tekelija participó destacadamente en varias emboscadas. Cuando la guerra estaba finalizando, Tekelija tomó parte en la captura de Kołobrzeg bajo el mando del general Piotr Rumiántsev, por lo que fue promovido al rango de coronel en 1763. Tras el ascenso al trono de la Emperatriz Catalina la Grande, el coronel Tekelija volvió al combate, esta vez contra la Confederación de Bar (1764–1768). Por sus logros en este conflicto fue ascendido a brigadier.

## Guerras Ruso-Turcas de 1768-1774 y 1787-1792
Durante la primera guerra ruso-turca de 1768-1774, Tekeli fue comandante del Regimiento de Húsares Serbios. En su inicio, en 1769, luchó en varias batallas durante el sitio de la Fortaleza de Jotín. Con el resto del ejército ruso, entró en Rumanía en 1771. 
Asimismo combatió en la segunda guerra ruso-turca de 1787-1792 en dos importantes confrontaciones, la batalla de Focşani (1789 y la batalla de Giurgevo. Recapturó un estandarte ruso aquí, por lo que fue promovido a mayor general y condecorado con la orden de Santa Ana. Más tarde estaría al mando del flanco derecho durante la invasión de Valaquia. Tras otras numerosas distinciones, fue promovido al rango de teniente general y nombrado caballero de tercera clase de la Orden de San Jorge tras la conclusión victoriosa de la guerra.

## Lucha contra los Cosacos Zaporogos
Tras la primera guerra ruso turca, el teniente general Tekelija era comandante de todas las fuerzas armadas estacionadas en Novorossiya. Uno de los más prominentes actos de su carrera fue la victoria contra los cosacos zaporogos y la destrucción de su base, el Sich de Zaporizhia, en verano de 1775.
Los cosacos que vivían en Zaporizhia tenían encomendada la salvaguarda del Imperio ruso contra el kanato de Crimea. La victoria rusa en la guerra y la anexión de Crimea como consecuencia del tratado de Küçük Kaynarca, sin embargo, causaron la pérdida del papel militar de los cosacos. Estos iniciaron una campaña de ataques sobre los colonos serbios. Antín Holovaty le sugirió a Grigori Potiomkin la reorganización de la hueste de Zaporizhia en un cuerpo similar a los cosacos del Don. No obstante, tras el apoyo dado por los cosacos zaporogos a la rebelión de Pugachov en 1774 decidió a Potiomkin en otro sentido. Ordenó a Tekelija el destruir la organización de los cosacos.
Tekelija dividió sus fuerzas en cinco destacamentos, y los envió por los caminos de manera que consiguió rodear completamente el Sich el 4 de junio. La falta de combate en los últimos años tuvo el efecto de una bajada de atención en la guardia de los zaporogos, lo que hizo que el koshovyi otamán Petró Kalnyshevsky, se encontrará con el Sich sitiado en el momento en que llegaba el enviado ruso para convenir el parlamento con Tekelija. Por la tarde se dispusieron guardias rusos en todas las posiciones del Sich, y por la mañana los zaporogos rindieron oficialmente sus armas y estandartes.
Dio permisos a los antiguos cosacos para abandonar el Sich por razones personales. Como los starshinás de la hueste fueron enviados a San Petersburgo, el Sich poco a poco se fue evacuando. Tekelija se dio cuenta de que algunos cosacos huían al delta del Danubio, donde formaron el Sich del Danubio. Lo notificó a la Emperatriz y recibió órdenes de destruir el Sich. Tras asegurarse de que se había evacuado la fortaleza, la sometió a un prolongado fuego de artillería. 
Por su éxito al someter a los cosacos zaporogos sin derramamiento de sangre fue nombrado caballero de la Orden de San Alejandro Nevski.

## Vida posterior y muerte
En 1787, Tekelija fue nombrado general en jefe como comandante del Regimiento de Dragones de Nizni Nóvgorod. Cuando comenzó la guerra ruso-turca de 1787-1792], le fue encomendado el mando de la guarnición rusa que defendía la costa oriental del mar Negro. Tras vencer a los otomanos, circasianos y tártaros en el Cáucaso, la emperatriz Catalina la Grande le concedió la Orden de San Vladimiro.
En 1788, tuvo un accidente mientras montaba un semental que un jefe tártaro le dio como regalo. Se retiró del servicio activo en 1890. Dos años después murió en su mansión de Novomýrhorod y fue enterrado en la iglesia de San Nicolás de la localidad. La iglesia fue demolida en la década de 1930 por el gobierno de la República Soviética Socialista de Ucrania de la Unión Soviética, pero la lápida de la tumba con su epitafio se conserva en el museo de Kropyvnytsky.